# 神石高原町
神石高原町（日语：／ Jinsekikōgen chō */?）是位于廣島縣東部，與岡山縣接壤的一 町。
轄區位於吉備高原，與岡山縣備中地方的高梁市備中町、成羽町、川上町、井原市芳井町具有共同的歷史與文化。

## 人口
| 神石高原町人口分布圖 |                                                   |  |
| 神石高原町與日本全國年齡別人口分布比較圖 （2005年資料） | 神石高原町的年齡、男女別人口分布圖 （2005年資料） |  |
| ■紫色是神石高原町 ■綠色是全国 | ■藍色是男性 ■紅色是女性                           |  |
| 神石高原町人口變化 \| 1970年 \| 19,479人 \| \| \| 1975年 \| 17,114人 \| \| \| 1980年 \| 15,732人 \| \| \| 1985年 \| 14,834人 \| \| \| 1990年 \| 14,016人 \| \| \| 1995年 \| 13,218人 \| \| \| 2000年 \| 12,512人 \| \| \| 2005年 \| 11,590人 \| \| \| 2010年 \| 10,350人 \| \| \| 2015年 \| 9,217人 \| \| \| 2020年 \| 8,250人 \| \| |                                                   |  |
| 資料來源：日本總務省統計中心提供之人口普查數據 |                                                   |  |
| 1970年 | 19,479人                                          |  |
| 1975年 | 17,114人                                          |  |
| 1980年 | 15,732人                                          |  |
| 1985年 | 14,834人                                          |  |
| 1990年 | 14,016人                                          |  |
| 1995年 | 13,218人                                          |  |
| 2000年 | 12,512人                                          |  |
| 2005年 | 11,590人                                          |  |
| 2010年 | 10,350人                                          |  |
| 2015年 | 9,217人                                           |  |
| 2020年 | 8,250人                                           |  |

## 歷史
1619年起成為福山藩水野勝成的領地，直到1698年因水野勝岑過世後無留下子嗣，而後部分地區成為德川幕府的天領，部分地區則成為中津藩的飛領。
明治維新後，先後隸屬倉敷縣、深津縣、小田縣、岡山縣，直到1877年才確定歸屬廣島縣。

### 沿革
- 1889年4月1日：實施町村制，現在轄區在當時分屬：神石郡阿下村、有木村、上野村、小野村、上村、上豐松村、龜石村、木津和村、草木村、來見村、小畠村、笹尾村、下豐松村、新坂村、李村、高蓋村、高光村、田頭村、近田村、父木野村、常光村、中平村、永渡村、花濟村、福永村、古川村、牧村、光末村、光信村、油木村。
- 1897年7月1日：有木村、上豐松村、笹尾村、下豐松村、中平村合併為豐松村。
- 1897年7月11日：上野村、李村、近田村、花濟村合併為仙養村。
- 1917年8月1日：油木村改制為油木町。
- 1940年11月10日：草木村、田頭村、福永村、牧村合併為新設置的牧村。
- 1942年4月1日：阿下村、上村、龜石村、小畠村、常光村合併為新設置的小畠村。
- 1943年4月1日：高光村、古川村合併為新設置的高光村。
- 1944年1月1日：木津和村、高蓋村、父木野村、光末村、光信村合併為新設置的高蓋村。
- 1949年7月1日：蘆品郡大正村的桑木地區被併入高蓋村。
- 1954年3月31日：甲奴郡階見的部分地區被併入高蓋村。
- 1954年11月3日：高光村和牧村合併為神石町。
- 1955年3月31日：
  - 來見村、小畠村、高蓋村合併為三和町。
  - 永渡村被併入神石町。
- 1955年4月1日：油木町、小野村、新坂村合併為新設置的油木町。
- 1956年3月31日：油木町與仙養村合併為新設置的油木町。
- 1959年7月1日：蘆品郡藤尾村的部分地區被併入三和町。
- 2004年11月5日：油木町、神石町、豐松村、三和町合併為神石高原町。[2]

## 交通
轄區內無鐵路通過，距離近的鐵路車站包括位於府中市的上下車站、福山市的道上車站、新市車站、原市的東城車站、高梁市的備中高梁車站。

## 觀光資源
轄區北部屬於比婆道後帝釋國定公園的範圍。
- 星居山森林公園
- 米見山
- 塚峠
- 堂面洞窟遺跡
- 觀音堂岩陰遺跡

## 教育

### 高等教育
- 廣島縣立油木高等學校

## 外部連結
- （日語） 神石高原町觀光協會 （页面存档备份，存于）
- （日語） 神石高原商工會 （页面存档备份，存于）
- （日語） 神石高原町人力資源中心 （页面存档备份，存于）